# Notación neumática gregoriana
La notación neumática gregoriana es el sistema de notación musical usado en la Edad Media europea; los primeros manuscritos encontrados con esa notación están datados en torno al siglo IX y su función era indicar los desarrollos melódicos del repertorio de canto de la liturgia romana. Inicialmente la notación musical servía solo como una ayuda mnemotécnica para cantores y lectores, que aprendían de memoria cada desarrollo melódico. No se pretendía, así, que la notación fuera musicalmente precisa, sino que dibujara un esquema básico de la melodía. La atribución de los tiempos se adjudicaba más al conocimiento mismo de la lengua latina, por lo que los estudios de métrica eran fundamentales para la formación de los cantores.

## Orígenes
Procede de una relativa unificación de otros sistemas neumáticos previos, desarrollados localmente en toda la cristiandad latina y que fueron acercándose entre sí gracias a la labor de los distintos copistas benedictinos, primero de Cluny y luego del Císter:
- Notación paleofranca
- Notación bretona.
- Notación lorena.
- Notación papas a la francesa.
- Notación normanda.
- Notación de Nonantola.
- Notación beneventana.
- Notación de Italia central.
- Notación aquitana antigua.
- Notación visigótica.

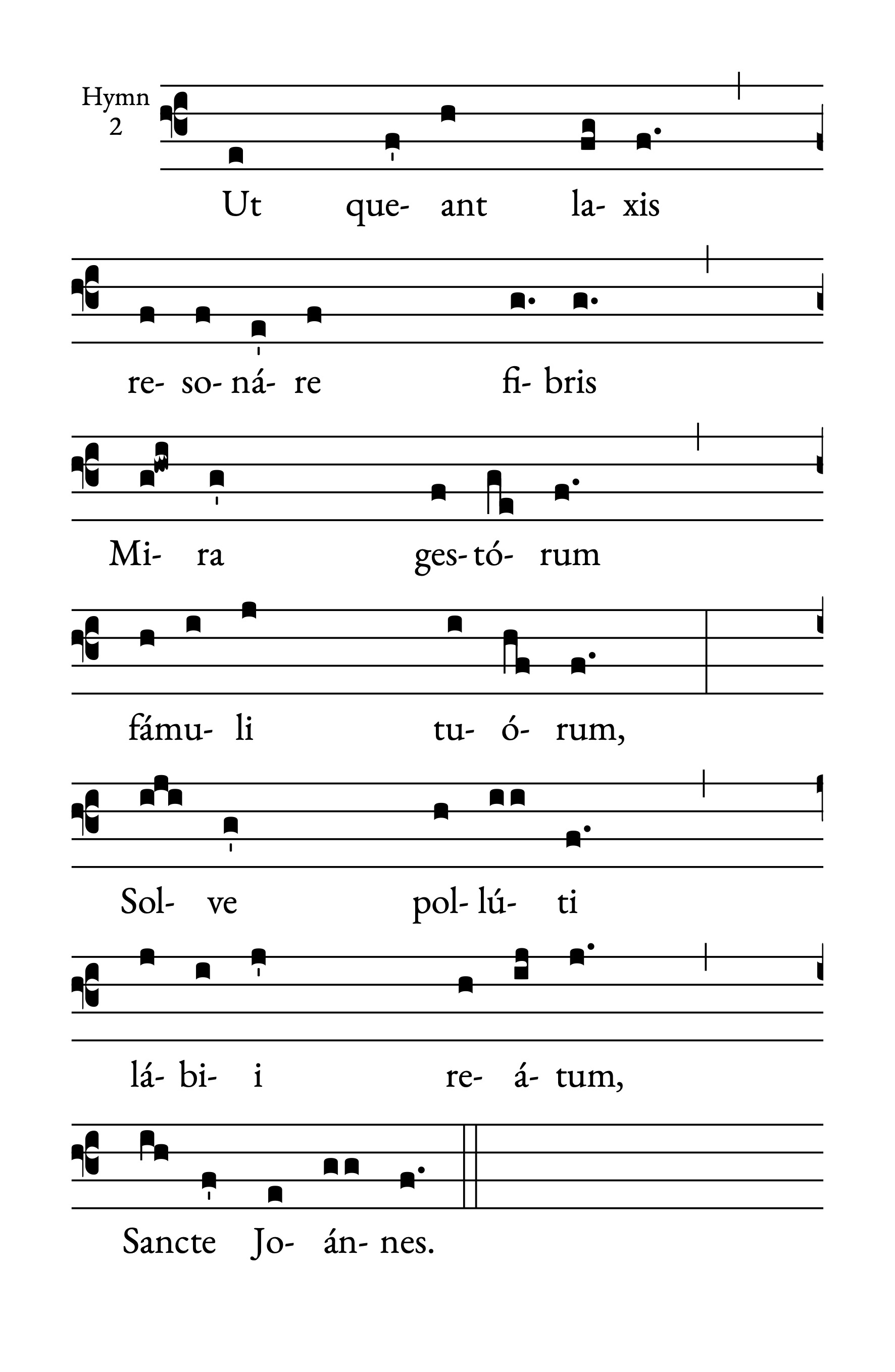
La escala musical de Guido d'Arezzo toma el nombre del tono inicial de cada estrofa de este himno de las vísperas de San Juan Bautista.

Cada una de ellas corresponde a un sistema de escritura concreto, que con el tiempo fueron sustituidos por la escritura carolina. Su unificación fue paralela tanto a la normalización del repertorio del canto gregoriano, como a la universalización litúrgica establecida a partir de la política eclesiástica de Carlomagno. Posteriormente generalizada por la Reforma gregoriana en el siglo XI, que lleva a toda la iglesia occidental a usar casi en exclusiva el rito romano.
Se trata de una notación neumática, donde cada signo representa un sonido o grupo de sonidos que han de articularse con un texto. Los ejemplos más antiguos de esta notación aparecen como anotaciones para los textos que se cantaban, en forma adiastemática (es decir, los neumas iban escritos sin línea indicadora de altura). Se trataba de una notación cuya finalidad era más la de indicar el carácter expresivo que la de señalar el tono de las notas.
Posteriormente, se añade una línea para señalar la tónica y una indicación inicial que refería el modo. Finalmente, Guido D'Arezzo elaboró un sistema silábico de representación del tono a partir del himno de las vísperas de la fiesta de San Juan Bautista organizando lo que serían más tarde los nombres de las notas musicales: 
A partir de esta escala, desarrolla el tetragrama, cuatro líneas de las cuales una sería amarilla para indicar el ut (la actual nota do) y una línea roja para el fa.
Las mejoras introducidas por la escritura gótica, unida a la influencia de la notación aquitana, darían origen a la que actualmente conocemos como notación gregoriana.